# Chris Johnstone
Pour les articles homonymes, voir Johnstone.
Chris Johnstone, né le 12 octobre 1960 à Perth, est un ancien joueur de tennis professionnel australien.

## Biographie
Johnstone a été finaliste face à Pat Serret aux Championnats d'Australie juniors 1978.
En 1982, au Tournoi d'Adélaïde il échoue en finale face à Mike Bauer mais remporte le double avec Pat Cash.
Il a été le coach de Jarmila Gajdošová.

## Palmarès

### En simple messieurs
| No | Date       | Nom et lieu du tournoi          | Catégorie  | Dotation | Surface      | Vainqueur  | Score         |  |
| -- | ---------- | ------------------------------- | ---------- | -------- | ------------ | ---------- | ------------- |  |
| 1  | 20-12-1982 | South Australian Open, Adélaïde | Grand Prix | 75 000 $ | Gazon (ext.) | Mike Bauer | 6-2, 6-4, 7-5 |  |

### En double messieurs
| No | Date       | Nom et lieu du tournoi         | Catégorie  | Dotation | Surface      | Partenaire | Finalistes                   | Score         |  |
| -- | ---------- | ------------------------------ | ---------- | -------- | ------------ | ---------- | ---------------------------- | ------------- |  |
| 1  | 20-12-1982 | South Australian Open Adélaïde | Grand Prix | 75 000 $ | Gazon (ext.) | Pat Cash   | Broderick Dyke Wayne Hampson | 6-3, 6-7, 7-6 |  |

## Parcours dans les tournois duGrand Chelem

### En simple
| Année | Open d'Australie | Open d'Australie | Internationaux de France | Internationaux de France | Wimbledon       | Wimbledon    | US Open | US Open | Open d'Australie | Open d'Australie |
| ----- | ---------------- | ---------------- | ------------------------ | ------------------------ | --------------- | ------------ | ------- | ------- | ---------------- | ---------------- |
| 1979  | n.o.             | n.o.             | —                        | —                        | —               | —            | —       | —       | 1er tour (1/32)  | Rod Frawley      |
| 1980  | n.o.             | n.o.             | —                        | —                        | 1er tour (1/64) | Gene Mayer   | —       | —       | 2e tour (1/16)   | P. McNamee       |
| 1981  | n.o.             | n.o.             | 2e tour (1/32)           | P. Hjertquist            | 2e tour (1/32)  | P. McNamee   | —       | —       | 1er tour (1/32)  | C. Fancutt       |
| 1982  | n.o.             | n.o.             | —                        | —                        | 3e tour (1/16)  | C. Mottram   | —       | —       | 2e tour (1/32)   | S. Giammalva     |
| 1983  | n.o.             | n.o.             | —                        | —                        | 1er tour (1/64) | R. Van't Hof | —       | —       | 2e tour (1/32)   | P. McNamee       |

N.B. : à droite du résultat se trouve le nom de l'ultime adversaire.

### En double
| Année | Open d'Australie | Open d'Australie | Internationaux de France                                                          | Internationaux de France                                                          | Wimbledon                                                                          | Wimbledon | US Open                                                                                    | US Open                                                                                | Open d'Australie                                                                    | Open d'Australie |
| ----- | ---------------- | ---------------- | --------------------------------------------------------------------------------- | --------------------------------------------------------------------------------- | ---------------------------------------------------------------------------------- | --------- | ------------------------------------------------------------------------------------------ | -------------------------------------------------------------------------------------- | ----------------------------------------------------------------------------------- | ---------------- |
| 1979  | n.o.             | n.o.             | —                                                                                 | —                                                                                 | —                                                                                  | —         | —                                                                                          | —                                                                                      | 1er tour (1/16) G. Whitecross \|\| style="text-align:left;" \| Ray Moore J. Trickey |                  |
| 1980  | n.o.             | n.o.             | —                                                                                 | —                                                                                 | 2e tour (1/16) G. Whitecross \|\| style="text-align:left;" \| D. Ralston R. Tanner | —         | —                                                                                          | 1er tour (1/16) C. Fancutt \|\| style="text-align:left;" \| B. Gottfried S. Mayer      |                                                                                     |                  |
| 1981  | n.o.             | n.o.             | 2e tour (1/16) J. Fitzgerald \|\| style="text-align:left;" \| T. Mayotte R. Meyer | 1er tour (1/32) E. Ewert \|\| style="text-align:left;" \| Ray Moore E. van Dillen | —                                                                                  | —         | 1er tour (1/16) C. Miller \|\| style="text-align:left;" \| R. Frawley Chris Lewis (tennis) |                                                                                        |                                                                                     |                  |
| 1982  | n.o.             | n.o.             | —                                                                                 | —                                                                                 | 1/8 de finale C. Miller \|\| style="text-align:left;" \| P. McNamara P. McNamee    | —         | —                                                                                          | 1er tour (1/32) L. Bourne \|\| style="text-align:left;" \| Brad Guan W. Maher          |                                                                                     |                  |
| 1983  | n.o.             | n.o.             | —                                                                                 | —                                                                                 | 1/8 de finale W. Hampson \|\| style="text-align:left;" \| B. Gottfried P. McNamee  | —         | —                                                                                          | 1er tour (1/32) J. Smith \|\| style="text-align:left;" \| H. van Boeckel G. Whitecross |                                                                                     |                  |

N.B. : le nom du ou de la partenaire se trouve sous le résultat ; les noms des ultimes adversaires se trouvent à droite.